# (13438) Marthanalexander
(13438) Marthanalexander est un astéroïde de la ceinture principale.

## Description
(13438) Marthanalexander est un astéroïde de la ceinture principale. Il fut découvert le 7 décembre 1999 à Socorro par le projet LINEAR. Il présente une orbite caractérisée par un demi-grand axe de 2,25 UA, une excentricité de 0,12 et une inclinaison de 2,2° par rapport à l'écliptique.

## Compléments